# Hedychrum rutilans viridiauratum
Hedychrum rutilans viridiauratum é uma subespécie de insetos himenópteros, mais especificamente de vespas pertencente à família Chrysididae.
A autoridade científica da subespécie é Mocsary, tendo sido descrita no ano de 1889.
Trata-se de uma subespécie presente no território português.